# 囝仔公威靈廟
25°06′22″N 121°28′40″E / 25.106025°N 121.477799°E
囝仔公威靈廟，是位於臺灣臺北市士林區富洲里的陰廟，為社子島的水流公信仰之一，主祀遇難兒童孤魂。

## 歷史沿革
囝仔公威靈廟位於社子島的富洲里，屬易淹水的低窪地區。社子位在淡水河和基隆河之間，多有水流屍漂上岸，因而当地人立廟祭祀。如延平北路六段至九段就有治吟婆、百福宮、許英媽、陳靈公、萬善堂、聖靈公以及福安宮等陰廟。
关于囝仔公威靈廟的由來，一說清治時有位婦人攜帶兒子來臺灣時尋找丈夫時，遭遇船難，屍體漂到社子，由當地人收埋，母子就經常顯靈助人，被稱為「威靈公」及「威靈母」。另一說是當地有對母子經常採藥助人卻因故身亡，地方人士搭草屋為廟祭祀。該廟也被稱為「囝仔公威靈廟」，因也收留遇難孩童孤魂，並以「囝仔公」稱呼，相傳會在信徒得病時，以一名或三名孩童深夜顯靈來訪，因而曾信徒絡繹不絕。
廟地佔地百餘坪，其中78坪屬於當地卓氏家族為換取神明對全家保佑而在二十世紀中葉買下的土地。1997年，有煙毒前科的李姓廟公利用廟內工作之便，以廟裡電話與海洛因上游毒梟聯繫，遭北投警分局破獲。後來，五位卓姓地主後代委由律師吳妙白控告廟方侵占土地，如主委陳文煌擅自興建倉庫、廁所、洗手台及花台、鐵皮棚架等，因廟方拿不出當初無償使用的證據，由法官判定廟方需賠償82萬1979元租金、165萬8118元的遺產稅，並拆除部分建物以還地。
柯文哲市長任內，將此廟與坤天亭列為「生態社子島」開發案的宗教保留場所。

## 外部連結
- 囝仔公威靈廟的Facebook專頁